# 바레인 딜문
바레인 딜문(Bahrain Dilmun)은 수세기 동안 존재해 온 고양이 품종 중 하나이다. 이 고양이 품종은 바레인에서 유래된 집고양이 품종이다. 독특한 특징은 밤에 극심한 기후 변화와 높은 습도에서도 살 수 있다는 것이다. 바레인에서는 대부분 길거리에서 살고 있으며, 캣맘들이 자주 먹이를 주며 동물 보호소로 보내지기도 한다.
바레인 고양이 클럽(CCB)의 회원들은 국제 표준 고양이 등록으로 인정받을 수 있도록 고양이 품종을 개발하려고 노력해왔다. CCB는 또한 동물학자들에게 고양이 품종의 유전적으로 순수함을 규명하는 데 도움을 요청했다. 하지만, 몇몇 고양이 품종들은 페르시안과의 교배에서 태어났다.

## 특징
바레인 딜문은 털이 짧은 중간 크기의 고양이이기 때문에 고온의 극한 지역에 서식하기에 적합하다. 귀는 약간 크다. 눈은 크고 아몬드 모양이며, 귀 쪽으로 기울어져 있다. 다리는 길고 튼튼하며, 앞다리는 작은 둥근 모양을 하고 있다. 꼬리는 매우 길고 밑부분은 두꺼운 털이다. 털은 단모이고, 범무늬이다.

## 성격
바레인 딜문은 목소리가 부드러우며, 배고플 때에는 자주 울어대는 고양이이다. 그들은 적응이 빨라 기르기 쉽다. 또한 집 주변에서 사냥을 잘하는 고양이이다. 사냥과 묘기를 부리도록 훈련받을 수도 있다. 보통의 고양이 품종과 달리, 이 고양이는 물을 좋아한다.
바레인 딜문은 햇빛을 받으며 자는 것을 좋아하는 고양이이다. 여름에, 이 고양이는 하루 종일 잠을 자고 밤에서야 비로소 집에서 나온다. 반면에, 만약 겨울이라면, 이 고양이는 낮에 더 활동적이다. 이 고양이는 컴퓨터 화면의 마우스 포인터에 끌리는 고양이로, 가족들이 텔레비전을 보고 있을 때 가족 옆에 웅크리고 있는 것을 좋아한다.